# La Neige en deuil (film)
Pour le roman ayant inspiré le film, voir La Neige en deuil.

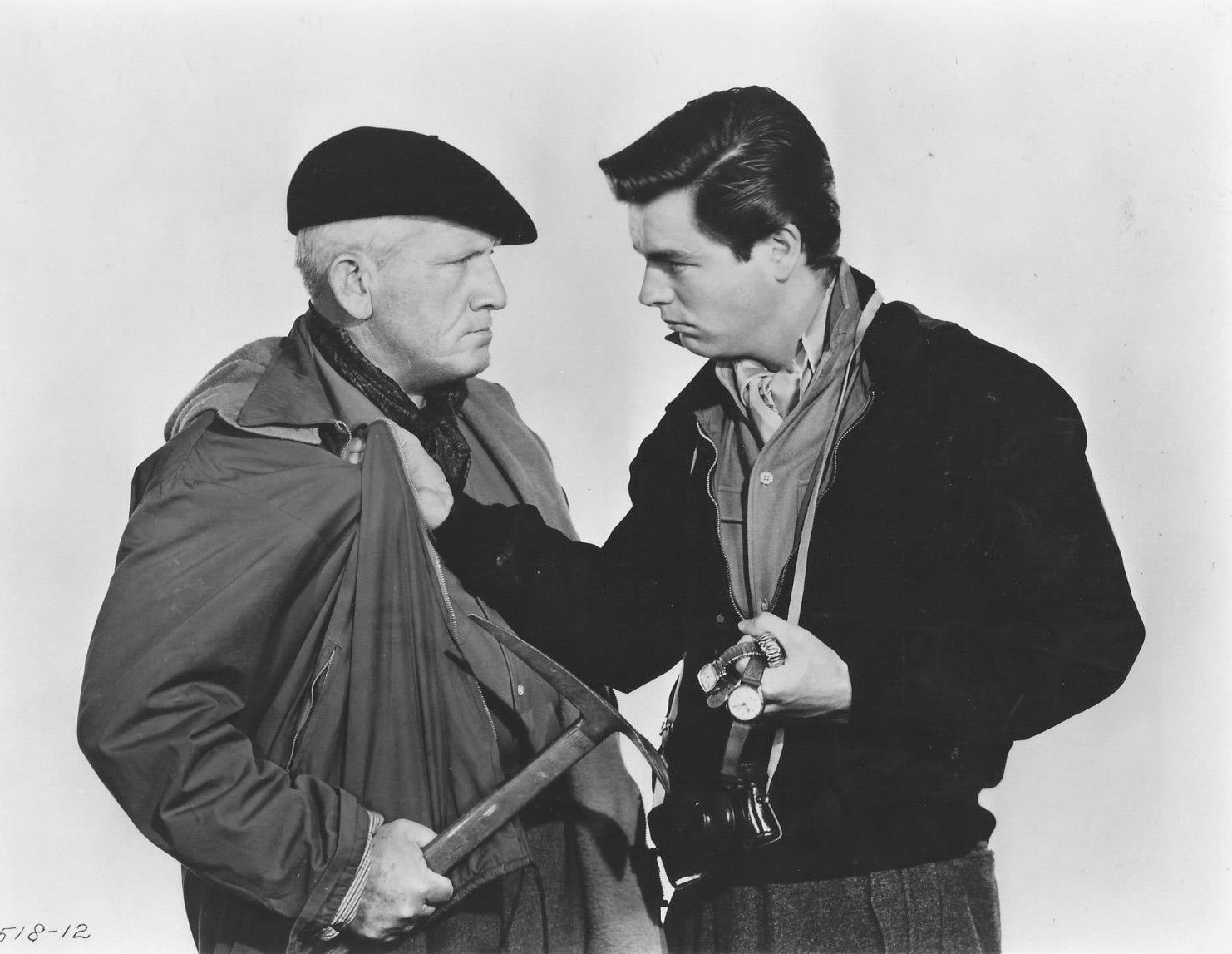
Extrait du film La Neige en deuil (The Mountain), 1956

La Neige en deuil (titre original : The Mountain) est film américain réalisé par Edward Dmytryk sorti en 1956.
Il s'agit d'une adaptation du roman d'Henri Troyat La Neige en deuil, publié en 1952, qui était lui-même inspiré d'un événement réel : le crash en 1950 de l'avion d'Air India, le Malabar Princess.

## Synopsis
Deux frères, Christophe et Isaïe, habitent un petit hameau près du Mont Blanc. Isaïe, l'aîné, est un berger qui tient beaucoup à son troupeau de moutons et à leur chalet familial; il était aussi guide de montagne, jusqu'à ce qu'il ait trois accidents avec ses clients, dont un alpiniste Anglais, décédé. Christophe, qui a vingt deux ans de moins que son frère, veut sortir de leur pauvreté en vendant le chalet et en montant piller l'or que contiendrait un avion venu d'Inde qui s'est écrasé en montagne. Il force Isaïe à escalader seul avec lui.

## Fiche technique
- Titre original : The Mountain
- Genre : Aventure
- Pays d'origine :  États-Unis
- Directeur de la photographie : Franz Planer
- Montage : Frank Bracht
- Musique : Daniele Amfitheatrof
- Durée : 104 minutes
- Distribution : Paramount Film

## Distribution

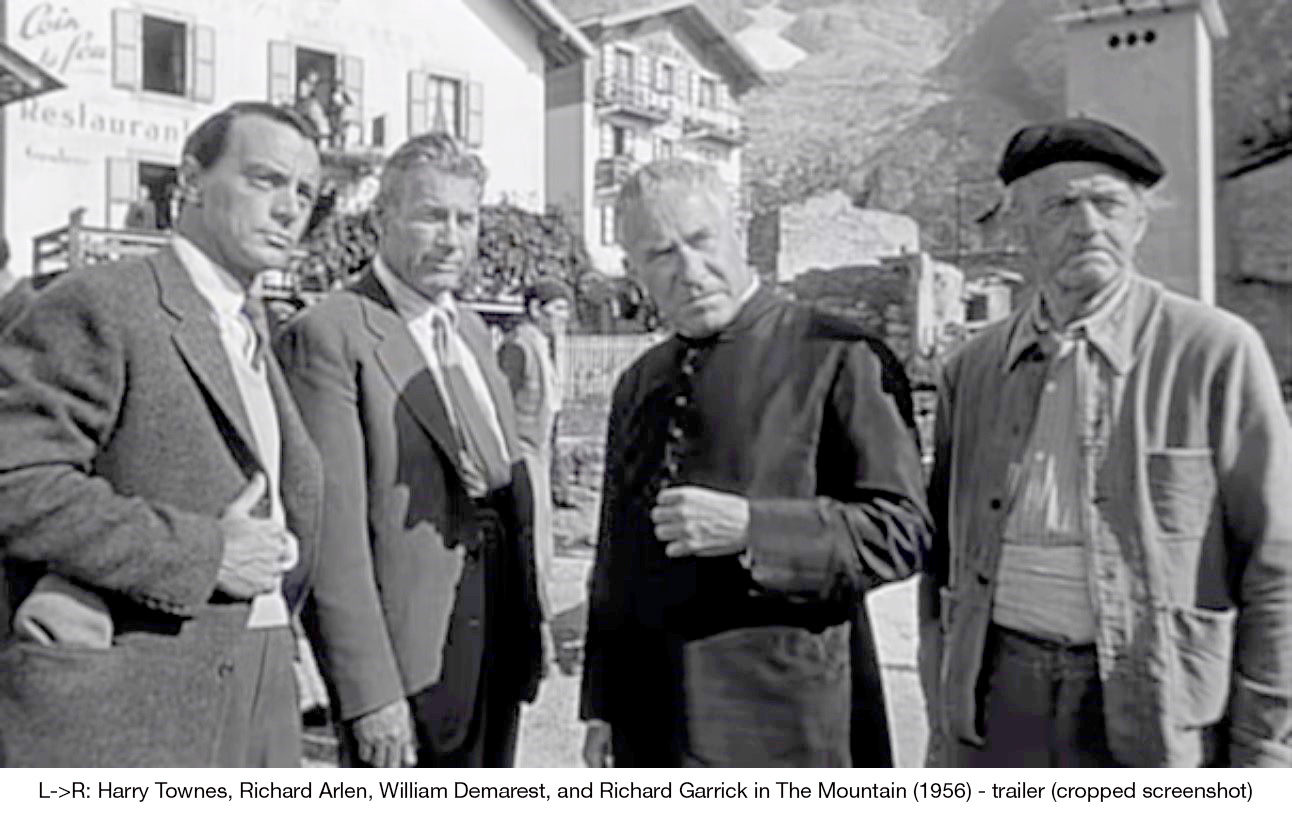
Harry Townes, Richard Arlen, William Demarest et Richard Garrick dans une scène du film.

- Spencer Tracy (VF : Serge Nadaud) : Isaïe Teller (VO : Zachary)
- Robert Wagner (VF : Jean Claudio) : Christophe Teller
- Claire Trevor (VF : Marie Francey) : Marie
- William Demarest (VF : Raymond Rognoni) : Père Belacchi
- Barbara Darrow (VF : Joëlle Janin) : Simone
- Richard Arlen (VF : Claude Bertrand) : C.W. Rivial
- E. G. Marshall (VF : Marc Cassot) : Solange
- Anna Kashfi : La jeune femme indienne survivante du crash aérien
- Richard Garrick (VF : Paul Villé) : Coloz
- Harry Townes : Joseph
- Stacy Harris (VF : Georges Hubert) : Nicholas Servoz
- Yves Brainville (VF : Lui-même) : André

Acteurs non crédités :  
- Richard H. Cutting (VF : Jacques Thébault) : Le docteur
- Jim Hayward (VF : Jean Daurand) : Le maire
- Mary Adams : La femme du maire
- François Valorbe : Le propriétaire de l'hôtel
- René Havard : L'opérateur radio dans la camionnette

## Autour du film
La commune de Chamonix-Mont-Blanc, dans le département de la Haute-Savoie, servit de cadre naturel pour le film.
Les vieux chalets sont situés précisément au hameau de Charousse, sur la commune des Houches.
Plusieurs pages de l'album d'Hergé Tintin au Tibet, paru en 1960, s'inspirent fortement de certaines séquences de ce film.[réf. nécessaire]